# Haakon Paulsson
Haakon Paulsson  († vers 1126) est un comte norvégien, qui administra le comté des Orcades conjointement avec son cousin Magnus Erlendsson. 

## Biographie
Il est le fils de Paul Thorfinnsson, fils de Thorfinn Sigurdsson et Ingibiorg Finnsdottir. Son père et son oncle Erlend Thorfinnsson sont tous les deux comtes des Orcades. Le roi Magnus III de Norvège prend possession des Orcades en 1098, déposant Thorfinn et Erlend. Haakon Paulsson est choisi pour gérer cette nouvelle propriété du prince norvégien, le roi Sigurd Ier de Norvège, qui fait Haakon comte en 1105.
Suivant la saga des Orcadiens (Orkneyinga saga), son cousin Magnus Erlendsson est rejeté initialement par les norvégiens à cause de ces convictions religieuses. Magnus trouve refuge en Écosse, mais retourne aux Orcades en 1105 et dispute le comté à Haakon. N'arrivant pas à trouver un accord, Magnus demande l'aide du roi Eystein Ier de Norvège qui lui accorde la cogestion du comté des Orcades,.
Magnus et Haakon gère conjointement le comté de 1105 à 1114. Mais les deux hommes entrent en conflit par la suite. On tente de négocier la paix, et les deux comtes doivent se rencontrer sur l'île d'Egilsay, chacun n'amenant que deux bateaux. Magnus y arrive avec seulement deux bateaux, mais Haakon en apporte huit. Magnus trouve refuge dans l'église de l'île pendant la nuit, mais est capturé le lendemain, et on lui propose l'exil ou la prison. Cependant une assemblée de chefs de clans décide que l'un des deux comtes doit mourir et Haakon tue Magnus sur l'île d'Egilsay en avril 1116. Magnus devient un martyr, en l'honneur duquel on construit la cathédrale Saint-Magnus à Kirkwall,.
Selon la saga des Orcadiens le Jarl Haakon tomba malade et mourut dans les îles.

## Union et postérité
Haakon Paulsson contracta deux unions :
1. avec une épouse inconnue de qui il eut :
  - Paul Haakonsson, Jarl des Orcades ;
2. avec une concubine, Helga Moddandottir, de qui il eut :  
  - Harald Haakonsson, Jarl des Orcades,
  - Ingibiorg épouse d'Olaf Ier de Man,
  - Margaret épouse de Matad d'Atholl.

## Haakon dans la culture
Haakon est mentionné dans la Orkneyinga saga. Il est dépeint parmi les protagonistes du roman de George Mackay Brown : Magnus.